# Eyes Without a Face
Eyes Without a Face è un singolo del cantante britannico Billy Idol, pubblicato il 29 maggio 1984 come secondo estratto dal secondo album in studio Rebel Yell.

## Descrizione
Nel libro di memorie Dancing with Myself lo stesso Idol disse di essere da sempre affascinato dai titoli dei film horror, tra cui  Occhi senza volto, pellicola francese del 1960 che funse da ispirazione per il titolo del brano.
Il brano porta la firma dello stesso Billy Idol e del suo chitarrista Steve Stevens. La voce femminile che fa il controcanto nel ritornello è di Perri Lister, all'epoca fidanzata del cantante inglese.

## Video musicale
Il video musicale della canzone, diretto da David Mallet, fu nominato quello stesso anno per due MTV Video Music Awards.

## Classifiche
| Classifica (1984)             | Posizione massima |
| ----------------------------- | ----------------- |
| Francia                       | 50                |
| Germania                      | 10                |
| Italia                        | 14                |
| Official Singles Chart        | 18                |
| Stati Uniti                   | 4                 |
| Stati Uniti (mainstream rock) | 5                 |
| Svizzera                      | 21                |

## Cover
Nel 2017 i Baustelle hanno realizzato una cover del brano per la campagna pubblicitaria della Gucci.